# Flammarion (uitgeverij)
Flammarion, voluit Éditions Flammarion, is een Franse uitgeverij die sedert 2012 deel uitmaakt van het uitgeversconcern Groupe Madrigall, het moederbedrijf achter de uitgeverijen Flammarion, Gallimard en Casterman. Het hoofdkantoor is gevestigd in het gebouw van het voormalige Café Voltaire aan de Place de l'Odéon in het 6e arrondissement van Parijs.
Flammarion werd opgericht in 1875 door Ernest Flammarion, die aan het einde van de 19e eeuw de essays van zijn broer en astronoom Camille Flammarion publiceerde. De uitgaven waren bestemd voor het brede publiek, en kenden een groot succes. Flammarion slorpte een aantal kleinere uitgeverijen op, en bleef tot 2001 een familiebedrijf. Toen kwam het in handen van de Italiaanse RCS MediaGroup, die het in 2012 op zijn beurt verkocht aan Groupe Madrigall.
De catalogus van Flammarion is erg breed, en omvat literatuur, kunst en erfgoed, mode en levenskunst, natuur- en sociale wetenschappen, geografie, schoolboeken, pockets, jeugdliteratuur en humor. De wellicht bekendste auteur is Michel Houellebecq, wiens romans op één uitzondering na bij Flammarion zijn verschenen, en die zowel nationaal als internationaal tot de best verkopende Franstalige schrijvers behoort.